# Ernst Gabor Straus
Ernst Gabor Straus (Munique, 25 de fevereiro de 1922 — Los Angeles, 12 de julho de 1983) foi um matemático teuto-estadunidense
Publicou seus trabalhos em coautoria com Albert Einstein e Paul Erdős (tem portando o Número de Erdős 1), bem como com Richard Bellman, Béla Bollobás, Sarvadaman Chowla, Ronald Graham, László Lovász, Carl Pomerance, George Szekeres e Olga Taussky-Todd. É por sua colaboração com Strauss que Einstein tem o Número de Erdős 2.
Foi o mais jovem dos cinco filhos do advogado Elias Straus, e da médica e feminista Rahel Straus. Após o falecimento precoce de seu pai a família fugiu da Alemanha em 1933, com destino à Palestina, estudando na Universidade Hebraica de Jerusalém. Doutorou-se na Universidade Columbia em Nova Iorque em 1950, orientado por Francis Joseph Murray e Albert Einstein. Dois anos depois foi assistente de Einstein no Instituto de Estudos Avançados de Princeton, sendo logo a seguir professor na Universidade da Califórnia em Los Angeles.